# Арсенальна бібліотека
Арсена́льна бібліоте́ка (фр. bibliothèque de l’Arsenal) — бібліотека у Франції, в Парижі. Складова Національної бібліотеки Франції. Заснована 1757 року. Розташована в будівлі колишнього паризького арсеналу XVI ст. Зберігає близько 1 млн томів; серед них 12 тисяч рукописів, 100 тисяч стародруків, 3 тисячі карт і планів. Більшість матеріалів присвячені історії та літературі Франції XVI—XIX ст. До бібліотечного фонду належить архів Бастилії, архів парламентарів тощо.

## Цінні документи
- Коран, 1422[2]